# Riolaminae
Riolaminae – monotypowa podrodzina jaszczurek z rodziny okularkowatych (Gymnophthalmidae).

## Rozmieszczenie geograficzne
Podrodzina obejmuje gatunki występujące w Wenezueli i na przyległym terenie Brazylii (północna część stanu Amazonas). 

## Systematyka
Podrodzinę wyodrębnił w 2016 roku belgijski herpetolog Philippe Jacques Robert Kok w artykule zatytułowanym Nowy gatunek z endemicznego rodzaju Riolama (Squamata: Gymnophthalmidae) z Pantepui ze szczytu Murisipán-tepui, wraz z opisaniem nowej podrodziny okularkowatych, opublikowanym w czasopiśmie „Zoological Journal of the Linnean Society”.
Rodzaj Riolama zdefiniował w 1973 roku amerykański herpetolog Thomas Marshall Uzzell w artykule zatytułowanym Rewizja rodzaju Prionodactylus z nowym rodzajem dla P. leucostictus i notatkami na temat rodzaju Euspondylus (Sauria, Teiidae), opublikowanym w czasopiśmie „Postilla”. Gatunkiem typowym jest (oryginalne oznaczenie) R. leucostictus.

### Etymologia
Riolama: „Riolama była imieniem i domem Rimy, która zamieszkiwała inną, odosobnioną górę północnej Ameryki Południowej w Green Mansions W.H. Hudsona”.

### Podział systematyczny
Do podrodziny należy jeden rodzaj Riolama wraz z następującymi gatunkami: 
- Riolama grandis Recoder, Prates, Marques-Souza, Camacho, Sales-Nunes, Vechio, Ghellere, McDiarmid & Rodrigues, 2020
- Riolama inopinata Kok, 2015
- Riolama leucosticta (Boulenger, 1900)
- Riolama luridiventris Esqueda, La Marca & Praderio, 2004
- Riolama stellata Recoder, Prates, Marques-Souza, Camacho, Sales-Nunes, Vechio, Ghellere, McDiarmid & Rodrigues, 2020
- Riolama uzzelli Molina & Señaris, 2003